# Râmnicelu (Buzău)
Râmnicelu is een Roemeense gemeente in het district Buzău.
Râmnicelu telt 4363 inwoners.